# 1549

## Události
- 11. listopad – Jiří Melantrich z Aventina dokončil tisk prvního vydání své Bible, později známé jako Bible Melantrichova či Melantriška.
- Anglický parlament vydává Knihu společných modliteb (Book of Common Prayer)

### Probíhající události
- 1545–1563 – Tridentský koncil

## Narození
Česko
- ? – Adam II. z Hradce, nejvyšší pražský purkrabí a nejvyšší kancléř Rudolfa II. († 24. listopadu 1596)
- ? – Jan Lohelius, opat Strahovského kláštera, arcibiskup pražský († 2. listopadu 1622)

Svět
- 10. března – Svatý František Solano, španělský misionář v Jižní Americe († 14. července 1610)
- 2. července – Sabina Württemberská, hesensko-kasselská lankraběnka († 17. srpna 1581)
- 30. července – Ferdinand I. Medicejský, toskánský velkovévoda († 17. února 1609)
- 13. září – Jeanne de Laval, paní de Senneterre, milenka francouzského krále Jindřicha III. († 1586)
- 2. listopadu – Anna Habsburská, španělská královna († 1580)
- ? – Johannes Werner Garten, jezuitský teolog a čtvrtý rektor Jezuitské koleje v Olomouci († 1607)

## Úmrtí
- 10. listopadu – Pavel III., papež (* 19. února 1468)
- 13. listopadu – Šebestián z Veitmile, český šlechtic a nejvyšší mincmistr (* 1490?)
- 21. prosince – Markéta Navarrská, navarrská královna a spisovatelka (* 11. dubna 1492)
- ? – Antonio Abbondi, italský architekt a sochař (* ?)
- ? (nebo 1544) – Jean Alphonse, francouzský mořeplavec (* 1484)
- ? – Tas Černohorský z Boskovic na Černé Hoře, moravský šlechtic (* ?)

## Hlavy států
- České království – Ferdinand I.
- Svatá říše římská – Karel V.
- Papež – Pavel III.
- Anglické království – Eduard VI.
- Francouzské království – Jindřich II.
- Polské království – Zikmund II. August
- Uherské království – Ferdinand I.
- Španělské království – Karel V.
- Burgundské vévodství – Karel V.
- Osmanská říše – Sulejman I.
- Perská říše – Tahmásp I.